# モイズ・キスリング
モイズ・キスリング（Moïse Kisling、1891年1月22日 - 1953年4月29日）は、エコール・ド・パリ（パリ派）の画家。ポーランド生まれ。

## 生涯
1891年1月22日、オーストリア＝ハンガリー帝国の大公国であるクラクフ大公国の首都クラクフにユダヤ人として生まれる。地元の美術学校で、印象派の影響を受けたユゼフ・パンキエヴィッチに師事する。
1910年、19歳でパリに出て、モンマルトルで画家として本格的に絵を描き始める。
1912年、ピカソ、ブラックらの活動拠点モンマルトルのバトー・ラヴォワール（洗濯船）に移り住む。
同年、サロン・ドートンヌとアンデパンダン展に出品。
1919年、ギャルリー・ドリュエにて個展を開催。 好評を博し1920年代には画家として成功する。
第一次世界大戦では、自ら志願して外人部隊に従軍。ソンムの戦いで重傷を負い、兵役を解かれてスペインで療養する。その功績により1916年にフランス国籍を得る。
1925年、アリス・プランをモデルに「モンパルナスのキキ」を描く。
第二次世界大戦勃発後、再び志願して従軍するが、1940年のフランス降伏後にナチスのユダヤ人弾圧を逃れるためにアメリカに亡命し、ニューヨーク、ワシントンD.C.で展覧会を開いた後にカリフォルニアに居を定めた。終戦後の1946年、フランスに戻る。
1953年4月29日、南フランスヴァール県の港町サナリー・シュル・メールにて没。同県のラ・ヴァレット＝デュ＝ヴァールのラ・ヴァレット墓地に埋葬されている。

## 人物
- キスリングは、20代後半には画家として成功し、パリ派の陽気で面倒見の良いリーダーだった。「モンパルナスの帝王」とも呼ばれた。
- ユダヤ人であったために第二次世界大戦中にはアメリカ亡命などの苦労も経験したが、自殺したパスキン、アルコール中毒のモディリアーニ、ユトリロなど破滅型のイメージの強いエコール・ド・パリの画家たちの中では珍しく、生前から高い評価を得て幸福な生涯を送った画家である。
- 風景画、静物画、肖像画を主に手がけ、メランコリックな婦人の肖像画や、写実的な花の絵画を得意とした。
- スイス・ジュネーヴのプティ・パレ美術館に、世界最大のコレクションがある。